# Westwood (Missouri)
Westwood – wieś w Stanach Zjednoczonych, w stanie Missouri, w hrabstwie St. Louis.